# Thoressa thandaunga
Thoressa thandaunga is een vlinder uit de familie van de dikkopjes (Hesperiidae). De wetenschappelijke naam van de soort is voor het eerst geldig gepubliceerd in 1926 door William Harry Evans.